# Instytut Bliskiego i Dalekiego Wschodu Uniwersytetu Jagiellońskiego
Instytut Bliskiego i Dalekiego Wschodu UJ (IBiDW UJ) – jednostka Wydziału Studiów Międzynarodowych i Politycznych UJ, prowadząca studia I stopnia na kierunkach: studia nad Chinami, studia nad Japonią, studia nad Koreą, studia bliskowschodnie, studia afrykańskie i II stopnia na najnowszym kierunku: studia strategiczne nad Azją. Do roku akad. 2012/13, Instytut prowadził kulturoznawstwo, o specjalności bliskowschodniej i dalekowschodniej. Początkowo siedziba Instytutu znajdowała się przy ul. Gronostajowej 3, na III Kampusie UJ na Ruczaju. Od 18 lutego 2019 roku siedzibą Instytut jest budynek przy ul. Oleandry 2a.
Instytut powstał 1 października 2010 z przekształcenia Samodzielnej Katedry Bliskiego i Dalekiego Wschodu. Katedrę BiDW założył w 2000 roku prof. Andrzej Kapiszewski. Drugim kierownikiem był prof. Adam Jelonek, za jego kierownictwa, w 2009 roku jednostka uzyskała samodzielność. Od 2010 do 2012 roku Instytutem BiDW kierował dr hab. Leszek Korporowicz, a w latach 2012–2016 ks. prof. Krzysztof Kościelniak. W latach 2016–2023 roku dyrektorem Instytutu Bliskiego i Dalekiego Wschodu był ponownie prof. dr hab. Adam Jelonek.
W 2023 r. dyrektorem został dr hab. Łukasz Fyderek.
W ramach studiów wykładane są, odpowiednio, języki arabski i hebrajski oraz chiński, japoński, koreański, swahili i hindi. Instytut utrzymuje szerokie kontakty międzynarodowe, z uniwersytetami w Chinach (zwłaszcza z Pekińskim Uniwersytetem Języków Obcych), Tajwanie, Japonii, Korei, Malezji, Filipinach, Pakistanie, Indiach, Indonezji, Izraelu, Syrii, Algierii i Kuwejcie. Uczestniczy w europejskim programie Erasmus. Blisko współpracuje z Instytutem Konfucjusza w Krakowie, który powołany został z inicjatywy Instytutu Bliskiego i Dalekiego Wschodu. W strukturze Instytutu działają dwie katedry (Bliskiego Wschodu oraz Azji Wschodniej i Południowej), zakłady Chin oraz Izraela i Lewantu, Centrum Studiów Tajwańskich, Centrum Studiów Pakistańskich oraz Centrum Egzaminacyjne Języka Koreańskiego TOPIK.
Badania naukowe prowadzone w Instytucie mają charakter interdyscyplinarny i regionalny, łączą metody wykorzystywane w socjologii, antropologii, etnologii, politologii i ekonomii. Koncentrują się na współczesności krajów pozostających w kręgu zainteresowań Instytutu.

## Wykładowcy
Samodzielni pracownicy naukowi instytutu:
- ks. prof. dr hab. Krzysztof Kościelniak
- prof. dr hab. Hubert Królikowski
- prof. dr hab. Bogusław Pacek
- prof. dr hab. Jan Tkaczyński
- dr hab. Renata Czekalska
- dr hab. Joanna Bar
- dr hab. Joanna Dyduch
- dr hab. Łukasz Fyderek
- dr hab. Łukasz Gacek
- dr hab. Krzysztof Jakubczak
- dr hab. Piotr Kletowski
- dr hab. Agnieszka Kuczkiewicz-Fraś
- dr hab. Agnieszka Kuszewska-Bohnert(inne języki)
- dr hab. Michał Lubina
- dr hab. Wojciech Maciejowski(inne języki)
- dr hab. Marek Świstak(inne języki)
- dr hab. Ewa Trojnar
- dr hab. Krzysztof Trzciński(inne języki)
- dr hab. Przemysław Turek

## Instytucje partnerskie
- Instytut Konfucjusza w Krakowie
- Muzeum Sztuki i Techniki Japońskiej „Manggha”
- Stowarzyszenie Closer to Asia

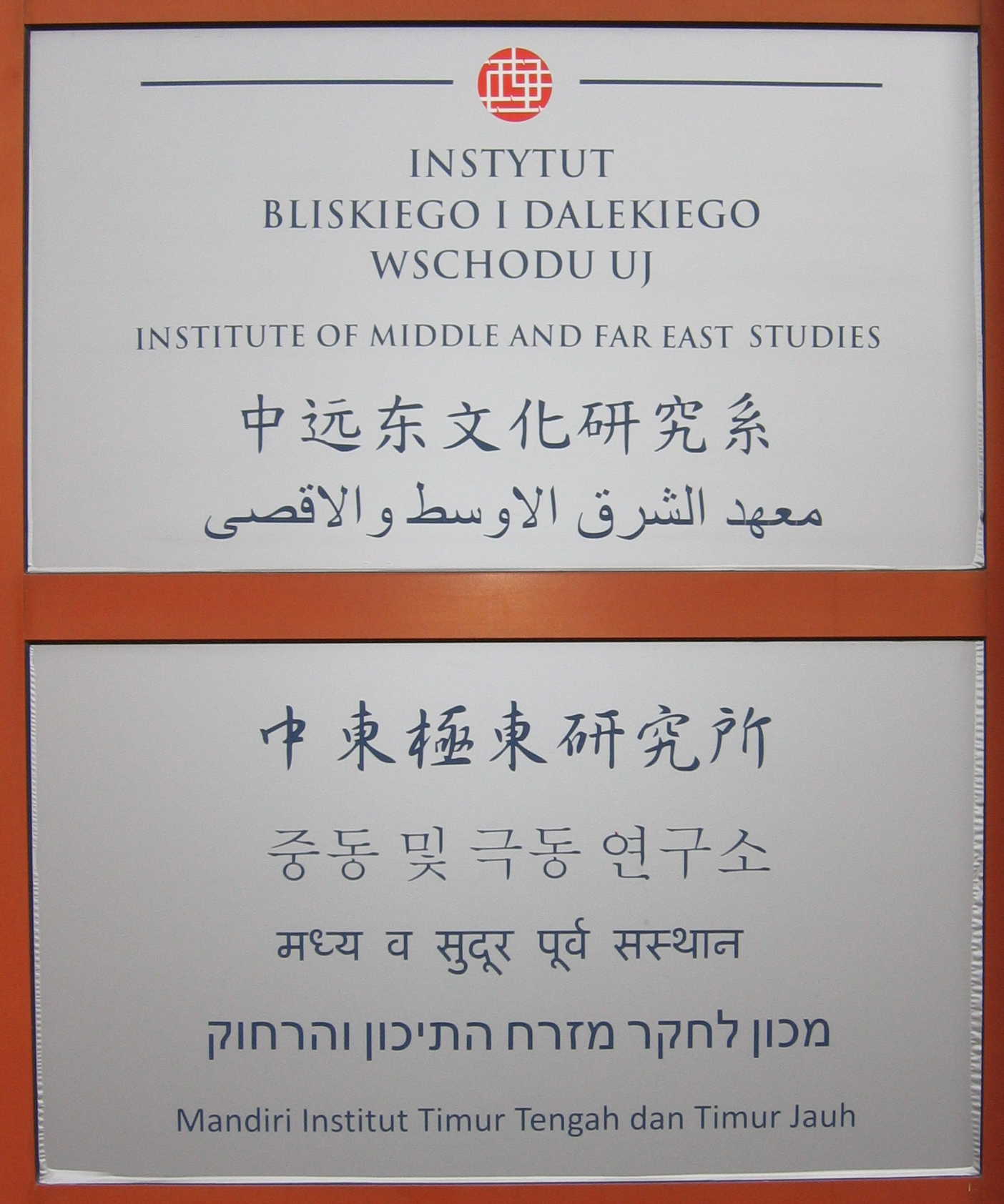
Nazwy Instytutu w językach wykładanych w jednostce
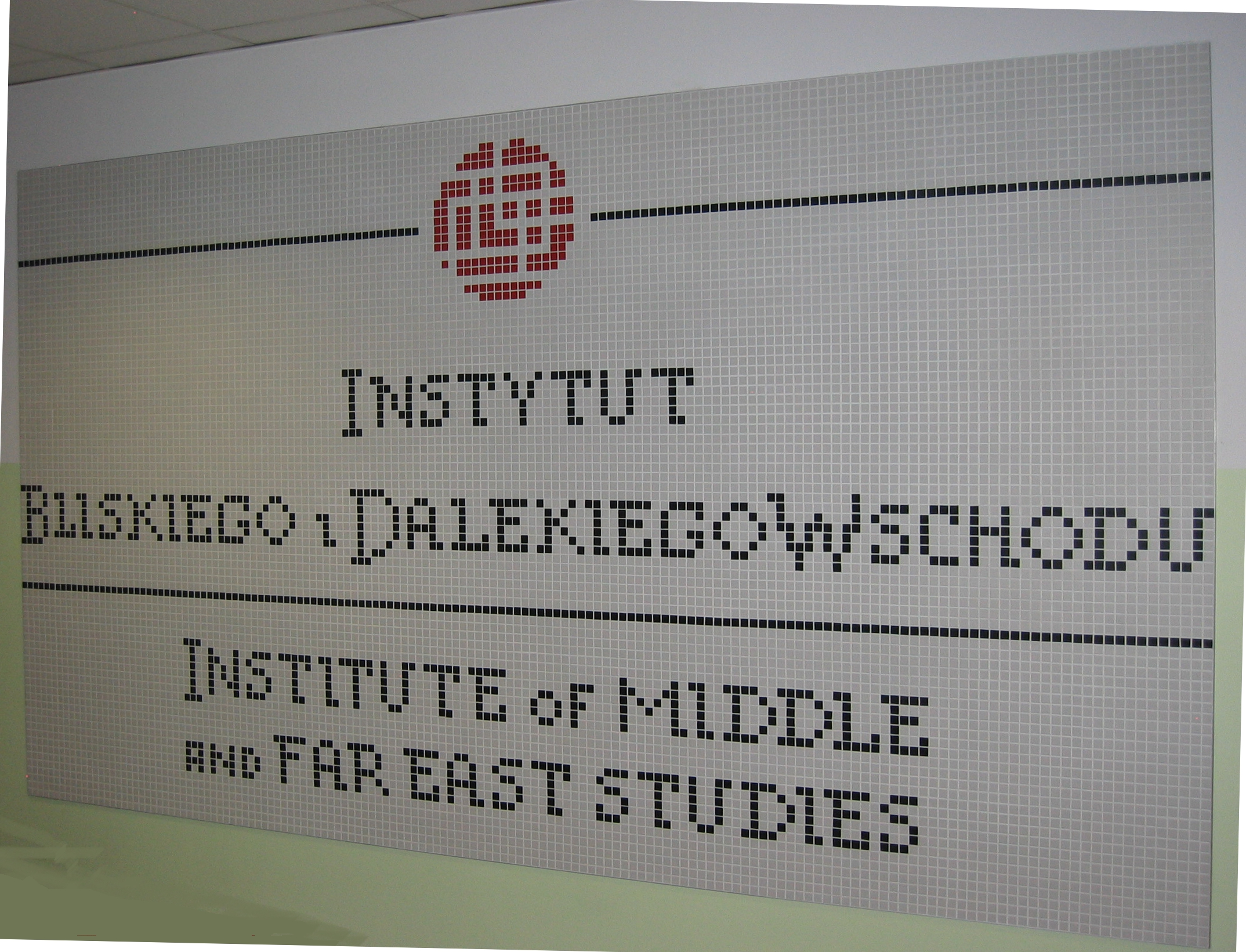
Mozaika z nazwą i logotypem IBiDW
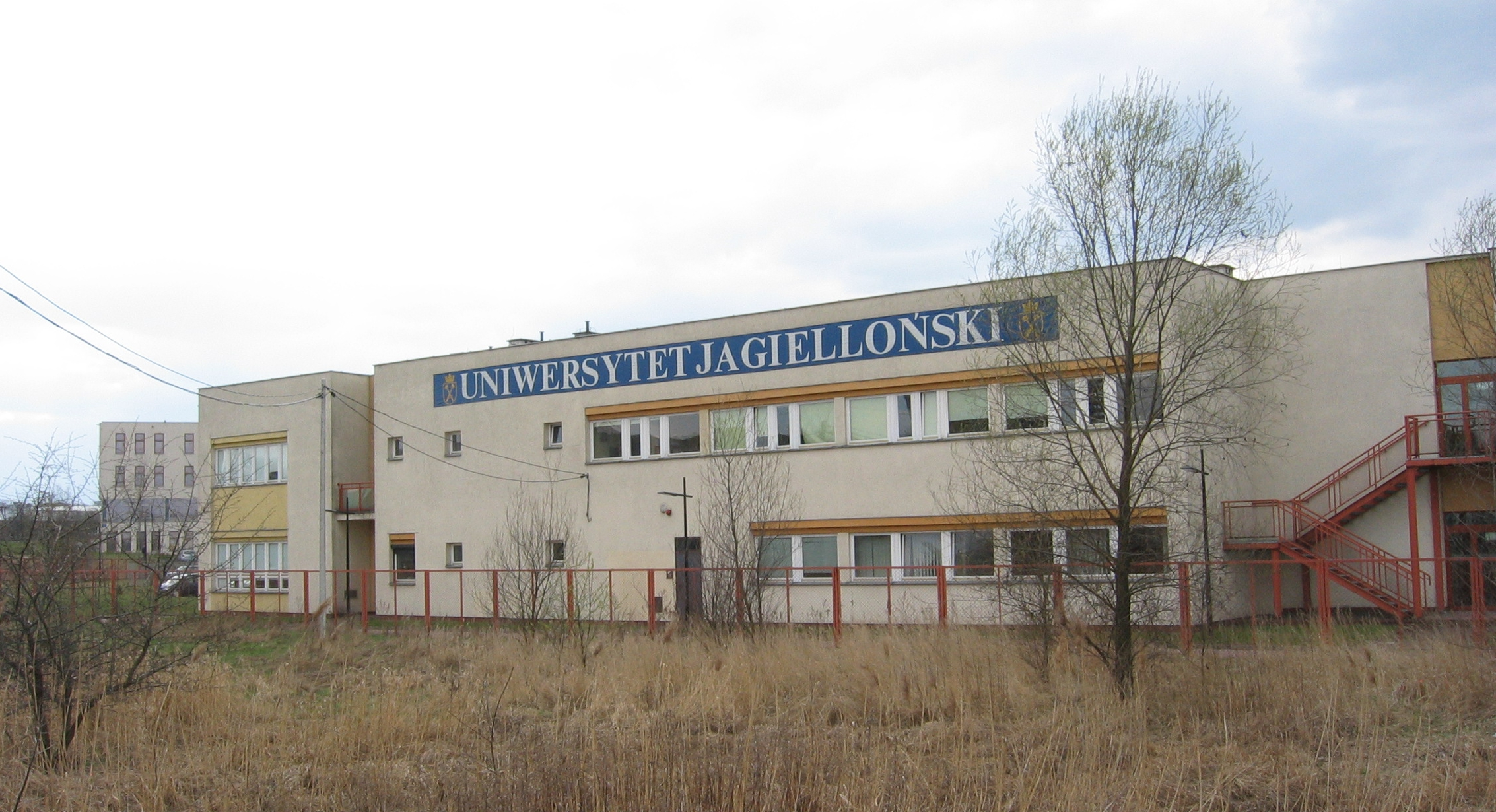
Dawny budynek Instytutu przy ul. Gronostajowej 3, fasada południowa
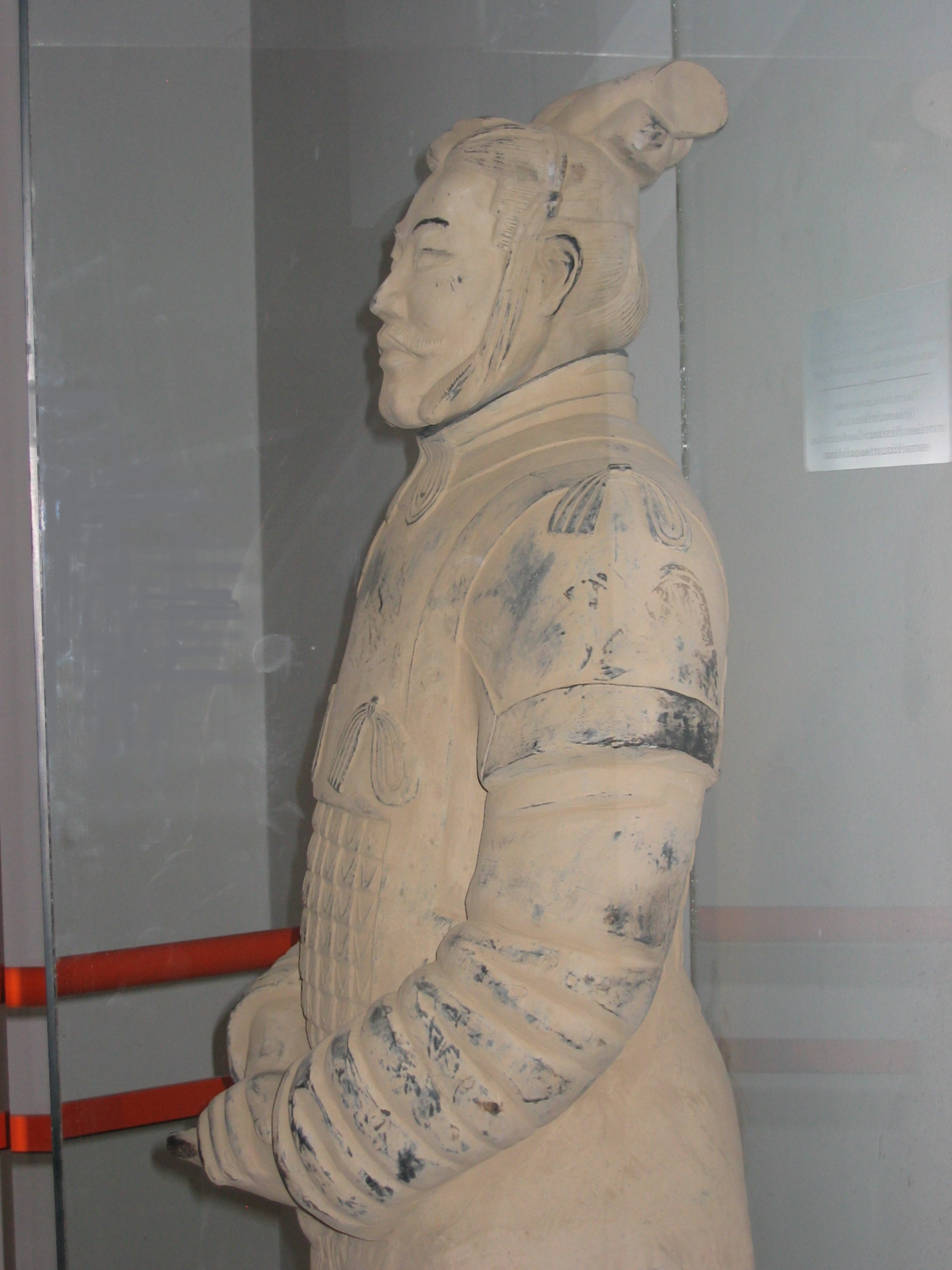
Żołnierz Armii Terakotowej w IBiDW (kopia)